# Dikuluwe
Dikuluwe  är ett dagbrott vid staden Kolwezi i Kongo-Kinshasa. Det ligger i provinsen Lualaba, i den södra delen av landet, 1 300 km sydost om huvudstaden Kinshasa.
Fyndigheterna vid Dikuluwe bröts ursprungligen av yekefolket. I området fanns flera endemiska koppartåliga växtarter som på grund av dagbrottets utvidgning nu är utrotade.